# Gemeinnütziger Wohnungsverein München 1899

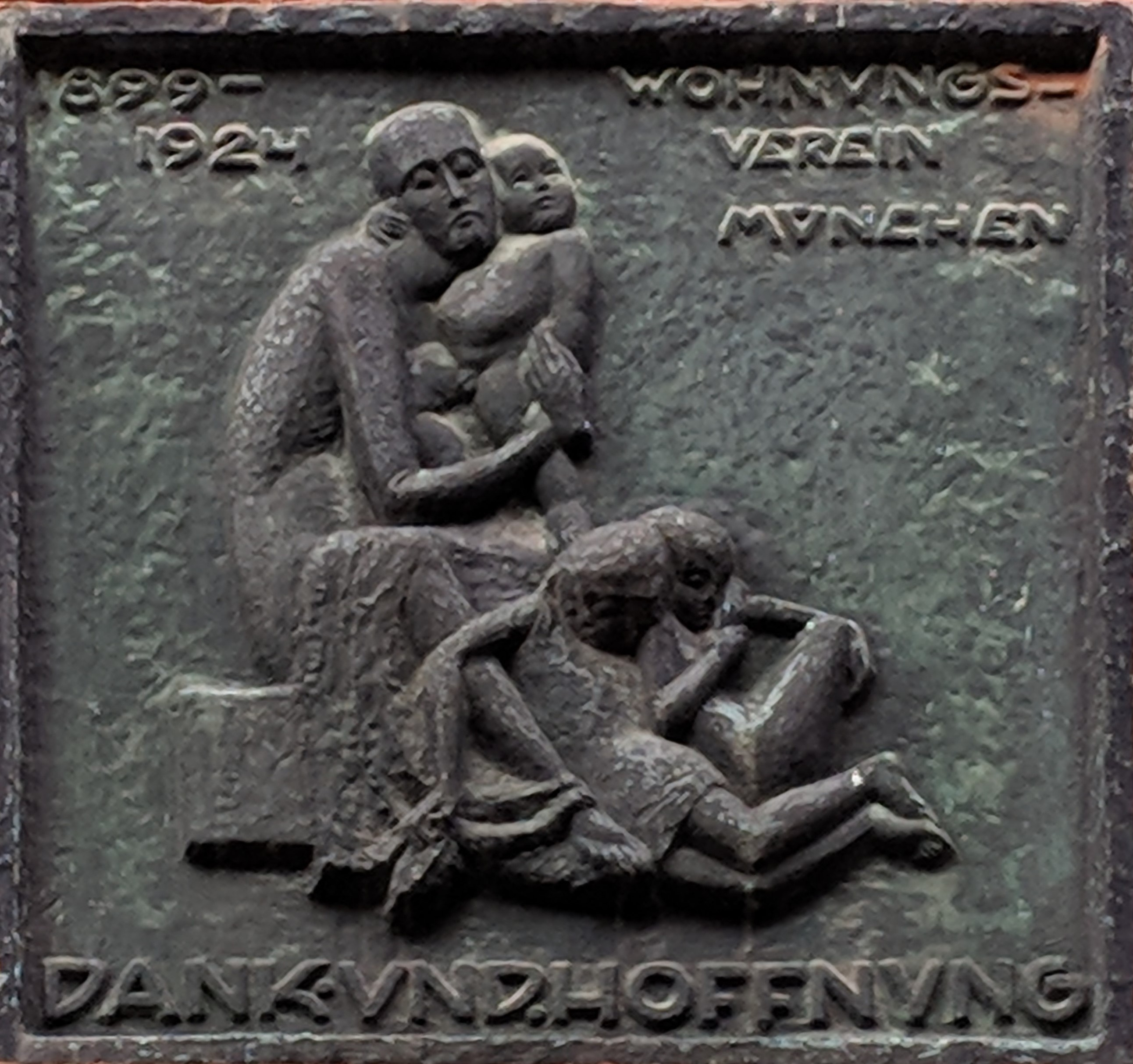

Der Gemeinnützige Wohnungsverein München 1899 e. V. ist genossenschaftlich strukturiert und ist eines der ältesten und größten Wohnungsunternehmen in München. Verteilt auf zehn Wohnanlagen, verfügt der „Wohnungsverein“ im Jahr 2024 über etwa 3.200 Wohnungen.

## Geschichte
Der Gemeinnützige Wohnungsverein München 1899 e. V. wurde als „Verein für Verbesserung der Wohnungsverhältnisse in München e. V.“ im Jahr 1899 von Bürgermeister Wilhelm Georg Borscht gegründet. Das vorrangige Ziel war, zur „Verbesserung der Wohnverhältnisse der minderbemittelten Klassen in München beizutragen“.
Die Vorstände aus der Gründerzeit, Karl Singer und Paul Busching, veranlassten in der Anfangszeit den Bau der meisten Wohnanlagen, die in den nachfolgenden Jahrzehnten laufend saniert und erneuert wurden. So verfügt der Wohnungsverein heute sowohl über einen alten, aber gut erhaltenen und restaurierten Wohnungsbestand, wie auch über neue Wohnungen, wie zum Beispiel im Neubau in der Wohnanlage Nymphenburg, der Anfang 2020 fertiggestellt und bezogen wurde.
Von den Vorständen Karl Singer und Paul Busching wurde die Entwicklung des bayerischen Wohnungsbaus maßgeblich geprägt. So wurde im Hause des Wohnungsvereins eine Zeitschrift für das Wohnungswesen ins Leben gerufen und als Paul Busching beteiligt war, den Verband zu gründen, führte er diese Zeitschrift als Verbandszeitschrift weiter. Sie ist heute die älteste deutschsprachige Zeitschrift des Wohnungswesens.
Auch die Gründung anderer sozialer Einrichtungen wie z. B. das Ledigenheim in München und die Erbauung und Leitung der „Alten Heide“ wurden von den Vorständen durchgeführt. Bis zur Übernahme des Vereins durch die Nationalsozialisten im Jahr 1933 waren bereits neun Wohnanlagen für den Verein entstanden. Nach dem Krieg wurde ab 1948 mit dem Wiederaufbau und ab 1955 mit Neubauten begonnen. Im Jahr 1964/65 wurde die zehnte Wohnanlage in Laim errichtet. 1961 wurde auch der Name des Vereins geändert. Aus dem „Verein zur Verbesserung der Wohnungsverhältnisse in München e. V.“ wurde der „Gemeinnützige Wohnungsverein München 1899 e. V.“.

## Wohnanlagen
Aktuell verfügt der Wohnungsverein über zehn Wohnanlagen in den Stadtteilen Haidhausen, Gern, Giesing, Laim, Neuhausen, Nymphenburg, Obersendling, Ramersdorf, Schwabing und Sendling.
Neben vielen Altbauwohnungen gibt es in den Wohnanlagen Giesing, Haidhausen, Obersendling, Ramersdorf (Loehleplatz) und Sendling denkmalgeschützte Ensembles.